# Fable
Fable er et videospil lavet specielt til  Xbox. Det blev udviklet og konstrueret af Big Blue Box og Lionhead Studios, og blev udgivet af Microsoft. Som en forsinket udgivelse den 14. september 2004, blev Fable godt modtaget af anmelderne på grund af dets gameplay kvalitet og udførelse, selvom om det ikke lykkedes at få alle de effekter med, der var lovet af skaberen Peter Molyneux.
En udvidet version af spillet, Fable: The Lost Chapters, blev udgivet til Windows, Mac OS X og Xbox i september 2005.

## Plot for spillet
Spillet starter med at du er en dreng der bor i en by med sin far og søster. du skal nu samle penge sammen til at købe en gave til din lillesøster. Under hele spillet er du styret af dine valg. Gør du gode gerninger, får du en glorie og sommerfugle omkring dig (du bliver en engel). Gør du onde gerninger, får du horn i panden, bliver arret i ansigtet, rød røg omkring dig og der er nogle slags fluer omkring dig.
Når du har samlet sammen til gaven, giver du den til søsteren. Efterfølgende bliver byen angrebet af banditter og alle i byen dør, tror du, inklusive din far. Du bliver dog redet af Maze. En Troldmand fra The Guild, som mærker en kræft ved dig, som han gerne vil træne op. Du bliver nu en helt og bliver trænet i The Guild. Efter træningen og Eksamen går du nu rundt i verdenen, og klare Missioner, som udstedes af folk fra hele Albion (Verdenen du lever i). Du spiller en fastlagt rute. Nogle missioner er lagt på forhånd som du skal klare, andre er selvvalgte. En dag skal du bare tage valget, Mellem det gode og onde. Dit valg?